# فولجرز
فولجرز (انگلیسی: Folgers) شرکت صنایع غذایی آمریکایی است، که در سال ۱۸۵۰ تأسیس شد و هم‌اکنون زیرمجموعه‌ای از شرکت پروکتر اند گمبل می‌باشد.